# Stuttgarter Rudergesellschaft von 1899
Die Stuttgarter Rudergesellschaft von 1899 e. V. (Abkürzung StRG) ist ein Ruderverein aus dem Stuttgarter Stadtbezirk Untertürkheim.

## Erfolge
Mit Isolde Eisele und Marianne Weber stellte der Verein bei den Olympischen Sommerspielen 1976 in Montreal zwei Athletinnen für den Deutschlandachter der Frauen. Zudem konnten einige Athleten des Vereins Medaillen beim Deutschen Meisterschaftsrudern gewinnen.